# District de Medzilaborce
Le district de Medzilaborce est le district le moins peuplé des 79 districts de Slovaquie. Il est situé dans la région de Prešov.

## Démographie

### Évolution de la population
| Année:               | 1994.  | 2004.   | 2014.   | 2024.    |
| -------------------- | ------ | ------- | ------- | -------- |
| Nombre de personnes: | 12 962 | 12 392  | 12 252  | 10 605   |
| Différence:          |        | -4,39 % | -1,12 % | -13,44 % |

| Année:               | 2023.  | 2024.   |
| -------------------- | ------ | ------- |
| Nombre de personnes: | 10 665 | 10 605  |
| Différence:          |        | -0,56 % |

## Liste des communes
Source :

### Villes
- Medzilaborce

### Villages
Brestov nad Laborcom, Čabalovce, Čabiny, Čertižné, Habura, Kalinov, Krásny Brod, Ňagov, Oľka, Oľšinkov, Palota, Radvaň nad Laborcom, Repejov, Rokytovce, Roškovce, Sukov, Svetlice, Valentovce, Volica, Výrava, Zbojné, Zbudská Belá